# Ostrowo
Ostrowo (kašubsky Òstrowò, německy Ostrau) je polské sídlo, součást města Władysławowa. Spolu s ním náleží do Okresu Puck Pomořského vojvodství.

## Administrativa
V rámci Władysławowa má Ostrowo postavení administrativní jednotky zvané farnost (polsky sołectwo). Podle údajů místních úřadů zde žije kolem 600 obyvatel.

## Poloha
Místo leží mezi sídly Karwia a Jastrzębia Góra, asi 1 km od pobřeží Baltského moře, stranou od silnice číslo 215, se kterou je spojeno krátkou místní komunikací.

## Význam

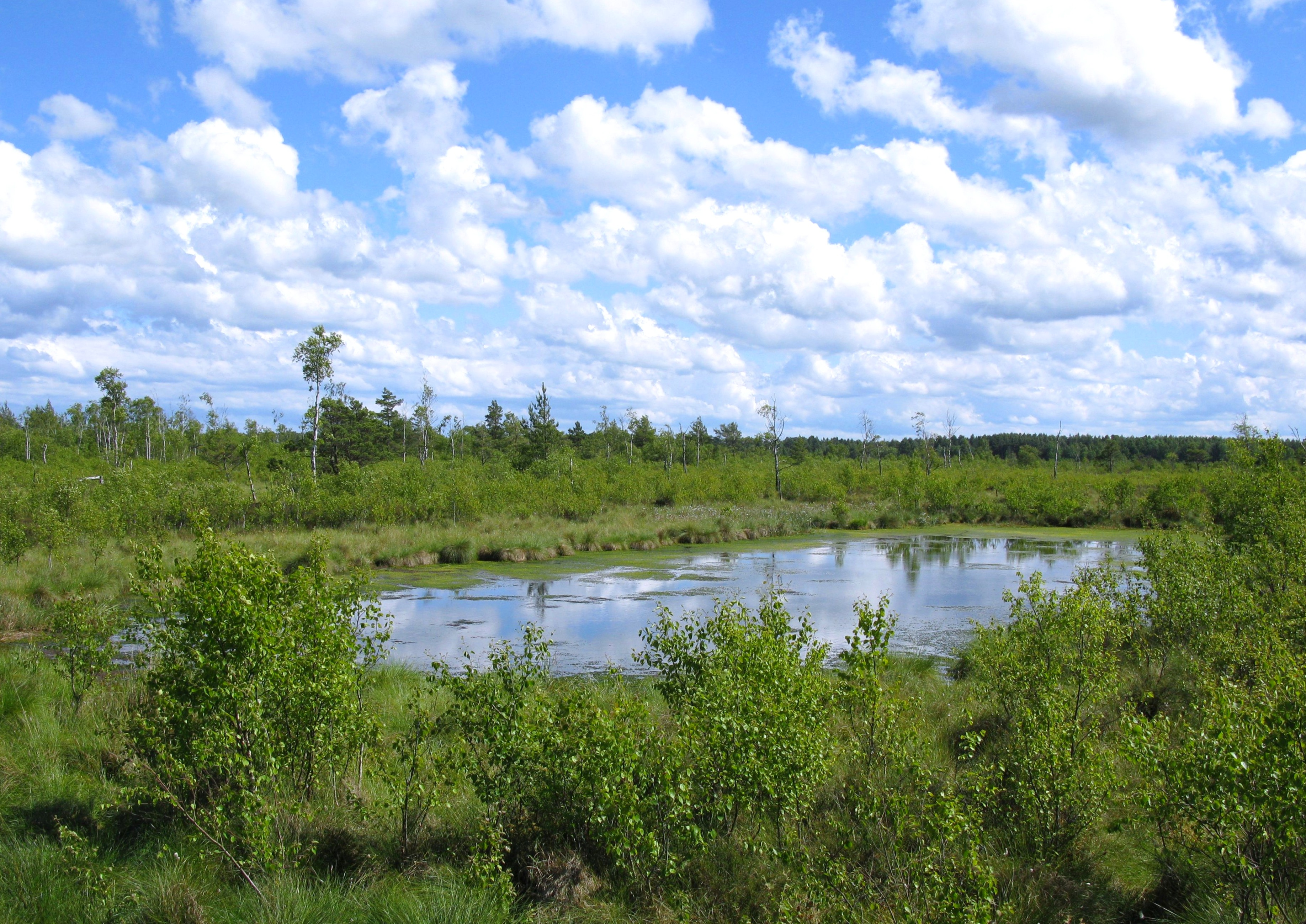
Přírodní rezervace Bielawa - dystrofní jezero

V minulosti bylo Ostrowo kašubskou obcí. Dnes většinu tohoto sídla tvoří soukromé byty, penziony a rekreační střediska. Ta vznikla především ve druhé polovině 90. let 20. století a na počátku 21. století.
Ostrowo je dnes důležitým turistickým centrem. Důvodem je blízkost pobřeží Baltského moře s tři kilometry dlouhými plážemi. V Ostrowu také začíná naučná stezka vedoucí do přírodní rezervace Bielawa.

## Přírodní rezervace
Přírodní rezervace Bielawa byla vyhlášena v roce 1999, rozloha činí 680,2 ha. Její součástí jsou rozsáhlá rašeliniště baltického typu. Během svého tahu do hnízdišť ve Skandinávii zde má zastávku jeřáb popelavý.